# Dendrobium seranicum
Dendrobium seranicum är en orkidéart som beskrevs av Johannes Jacobus Smith. Dendrobium seranicum ingår i släktet Dendrobium, och familjen orkidéer. Inga underarter finns listade i Catalogue of Life.